# NGC 6014
NGC 6014 (другие обозначения — IC 4586, UGC 10091, MCG 1-41-2, ZWG 51.7, IRAS15535+0604, PGC 56413) — линзообразная галактика (S0) в созвездии Змея.
Этот объект входит в число перечисленных в оригинальной редакции «Нового общего каталога».